# Sarūnī-ye Soflá
Sarūnī-ye Soflá (persiska: سرونی سفلی, Sarānī-ye Pā’īn) är en ort i Iran.   Den ligger i provinsen Kerman, i den sydöstra delen av landet, 1 000 km sydost om huvudstaden Teheran. Sarūnī-ye Soflá ligger 603 meter över havet och antalet invånare är 345.
Terrängen runt Sarūnī-ye Soflá är platt.Runt Sarūnī-ye Soflá är det glesbefolkat, med 17 invånare per kvadratkilometer. Närmaste större samhälle är Posht Lor, 9,4 km norr om Sarūnī-ye Soflá. Trakten runt Sarūnī-ye Soflá består till största delen av jordbruksmark.